# Mladen Bartulović
Mladen Bartulović (Kakanj, 5 oktober 1986) is een Bosnisch-Kroatisch voetballer die bij voorkeur als middenvelder speelt. In 2015 verruilde hij Dnipro Dnipropetrovsk voor Vorskla Poltava.

## Interlandcarrière
Op 1 februari 2006 maakte Bartulović in de wedstrijd tegen Hongkong zijn debuut voor het nationale elftal van Kroatië. Bartulović kon ook uitkomen voor het voetbalelftal van Bosnië en Herzegovina, vanwege zijn Bosnische wortels.
| Interlands van Mladen Bartulović voor Kroatië | Interlands van Mladen Bartulović voor Kroatië | Interlands van Mladen Bartulović voor Kroatië | Interlands van Mladen Bartulović voor Kroatië | Interlands van Mladen Bartulović voor Kroatië | Interlands van Mladen Bartulović voor Kroatië |
| №                                             | Datum                                         | Wedstrijd                                     | Uitslag                                       | Soort wedstrijd                               | Doelpunten                                    |
| Als speler bij Hajduk Split                   | Als speler bij Hajduk Split                   | Als speler bij Hajduk Split                   | Als speler bij Hajduk Split                   | Als speler bij Hajduk Split                   | Als speler bij Hajduk Split                   |
| --------------------------------------------- | --------------------------------------------- | --------------------------------------------- | --------------------------------------------- | --------------------------------------------- | --------------------------------------------- |
| 1.                                            | 1 februari 2006                               | Hongkong – Kroatië                            | 0 – 4                                         | Vriendschappelijk                             | 0                                             |
| Als speler bij Kryvbas                        |                                               |                                               |                                               |                                               |                                               |
| 2.                                            | 14 november 2009                              | Kroatië – Liechtenstein                       | 5 – 0                                         | Vriendschappelijk                             | 0                                             |